# Chasm (jeu vidéo)
Pour les articles homonymes, voir Chasm (homonymie).
Chasm est un jeu vidéo Metroidvania développé et édité par le studio Bit Kid, Inc. basé au Maryland, aux États-Unis. Le jeu a été initialement publié pour Microsoft Windows, macOS, Linux, PlayStation 4 et PlayStation Vita le 31 juillet 2018 et Bit Kid a annoncé une version Nintendo Switch peu de temps après, sortie le 11 octobre 2018,,.

## Système de jeu
Inspiré par Castlevania: Symphony of the Night, Chasm raconte l'histoire d'un aspirant chevalier désireux de prouver sa valeur, dans une quête vers une ville minière produisant des ressources essentielles. Bien que l'histoire soit la même pour tous les joueurs, la disposition exacte de la carte du monde est unique pour chaque aventure grâce à l'utilisation par le jeu de la génération procédurale combinée à des séquences de pièces faites à la main. Le système de combat, également similaire à Castlevania, donne au joueur une option d'une arme de mêlée et d'une sous-arme. Au fur et à mesure que les joueurs s'aventurent dans la mine, ils peuvent monter de niveau, collecter de nouvelles armes des épées aux fouets, utiliser des artefacts qui rendent l'environnement explorable de différentes manières pour de nouvelles zones. Les combats de boss dans le jeu reposent sur la mémorisation des schémas d'attaque. En plus de cela, il y a des salles avec des plates-formes mobiles ou capable de disparaitre, des dangers environnementaux et des pièges, faisant un équilibre entre le combat et les jeux de plate-forme. Pendant le voyage, il y a des citadins pris au piège dans des cages. Les libérer les renvoie dans la ville, avec un magasin ou un service offert dans le processus, et ouvre une nouvelle quête parallèle élargissant le service qu'ils offrent. Chaque carte est segmentée en sections thématiques comme les catacombes et les jardins.

## Développement
Le développement initial a commencé en 2012 avec un prototype. Le personnage principal pouvais seulement se battre et sauter, et son design a à peine changé depuis. Bit Kid, Inc. espérait pouvoir vendre l'idée d'un jeu à l'ancienne aux éditeurs lors de la Game Developers Conference, mais personne n'a proposé de financer le jeu. L'équipe a décidé de financer le jeu par le biais de Kickstarter en 2013, ce qui a été un succès.

## Accueil
La réception critique de la version PC de Chasm a été mitigée à positive,,. Jeremy Peeples de Hardcore Gamer a affirmé qu'il est "l'un des meilleurs Metroidvanias jamais créés". Tom Marks de IGN a déclaré: "Chasm est une Metroidvania charmante et amusante avec beaucoup de nouvelles idées sympas, même si ses cartes aléatoires ne sont pas intéressantes". Écrivant pour GameSpot, Tom McShea a déclaré que "Chasm est une aventure bien conçue" et a salué son "superbe combat et son design visuel".